# Open di Francia 1985
L'Open di Francia 1985, l'84ª edizione degli Open di Francia di tennis, si è svolto sui campi in terra rossa dello Stade Roland Garros di Parigi, Francia, dal 27 maggio al 9 giugno 1985.
Il singolare maschile è stato vinto dallo svedese Mats Wilander, che si è imposto sullo ceco Ivan Lendl in quattro set col punteggio di 3–6, 6–4, 6–2, 6–2. Il singolare femminile è stato vinto dalla statunitense Chris Evert, che ha battuto in tre set la connazionale Martina Navrátilová. Nel doppio maschile si sono imposti Mark Edmondson e Kim Warwick. Nel doppio femminile hanno trionfato Martina Navrátilová e Pam Shriver. Nel doppio misto la vittoria è andata a Martina Navrátilová in coppia con Heinz Günthardt.

## Seniors

### Singolare maschile
Mats Wilander ha battuto in finale  Ivan Lendl con il punteggio di 3–6, 6–4, 6–2, 6–2.

### Singolare femminile
Chris Evert ha battuto in finale  Martina Navrátilová con il punteggio di 6–3, 6(4)–7, 7–5.

### Doppio maschile
Mark Edmondson /  Kim Warwick hanno battuto in finale  Shlomo Glickstein /  Hans Simonsson con il punteggio di 6–3, 6–4, 6–7, 6–3.

### Doppio Femminile
Martina Navrátilová /  Pam Shriver hanno battuto in finale  Claudia Kohde Kilsch /  Helena Suková con il punteggio di 4–6, 6–2, 6–2.

### Doppio Misto
Martina Navrátilová /  Heinz Günthardt hanno battuto in finale  Paula Smith /  Francisco González con il punteggio di 2–6, 6–3, 6–2.